# Пачкув (гмина)
Пачкув (пол. Paczków) — городско-сельская гмина (волость) в Польше, входит как административная единица в Нысский повет, Опольское воеводство. Население — 13 828 человек (на 2004 год).

## Демография
| Перепись                       | Всего   | Всего | Женщины | Женщины | Мужчины | Мужчины |
| ------------------------------ | ------- | ----- | ------- | ------- | ------- | ------- |
| Единицы                        | человек | %     | человек | %       | человек | %       |
| Население                      | 13 828  | 100   | 7032    | 50,9    | 6796    | 49,1    |
| Плотность населения (чел./км²) | 173,5   | 173,5 | 88,2    | 88,2    | 85,3    | 85,3    |

## Сельские округа
1. Дзевентлице
2. Госцице
3. Каменица
4. Козельно
5. Лисе-Конты
6. Стары-Пачкув
7. Сцибуж
8. Тшебошовице
9. Вилямова
10. Уезьдзец
11. Униковице

## Соседние гмины
1. Гмина Каменец-Зомбковицки
2. Гмина Отмухув
3. Гмина Зембице
4. Гмина Злоты-Сток